# Thomas Wörle
Thomas Wörle (* 11. Februar 1982 in Krumbach (Schwaben)) ist ein deutscher Fußballtrainer und ehemaliger Mittelfeldspieler.

## Karriere als Spieler
Wörle begann seine Fußballkarriere bei der TSG Thannhausen im Landkreis Günzburg und wechselte 1997 in die Jugendabteilung des VfB Stuttgart. Nach zwei Spielzeiten wechselte er in die Jugendabteilung des FC Augsburg, in der er bis zum Jahr 2000 blieb. Zur Saison 2000/01 rückte er in die erste Mannschaft auf, bestritt in drei Spielzeiten 81 Spiele in der Oberliga Bayern und erzielte vier Tore.
In seine Geburtsstadt zurückgekehrt, spielte er von 2002 bis 2003 für den TSV Krumbach, bevor er vom TSV 1860 München für deren Amateurmannschaft verpflichtet wurde. In der Saison 2003/04 bestritt er alle 34 Oberligaspiele und erzielte zwei Tore. Sein Debüt gab er am 26. Juli 2003 (1. Spieltag) beim 3:2-Sieg im Auswärtsspiel gegen den FC Ismaning; sein erstes Tor erzielte er am 4. Oktober 2003 (13. Spieltag) beim 3:0-Sieg im Auswärtsspiel gegen die SpVgg Bayern Hof mit dem Treffer zum Endstand in der 42. Minute. Als Meister der Oberliga Bayern stieg er mit der Mannschaft in die Regionalliga Süd auf, in der er 31 von 34 Ligaspiele bestritt und zwei Tore erzielte.
Zur Saison 2005/06 wurde er vom Zweitligisten Kickers Offenbach verpflichtet, für den er in drei Spielzeiten 85 Ligaspiele bestritt und vier Tore erzielte. In seiner ersten Saison wurde er dabei als großer Gewinner der Saison bezeichnet (kicker).  Am 7. August 2005 (1. Spieltag) erzielte er bei seinem Debüt das 2:1-Siegtor per Kopf in der 87. Minute im Auswärtsspiel gegen Hansa Rostock – sechs Minuten nach seiner Einwechslung für Ramazan Yıldırım.
Zur Saison 2008/09 wechselte er zum Ligakonkurrenten SpVgg Greuther Fürth, für den er zwölfmal zum Einsatz kam. Am Saisonende beendete er aus gesundheitlichen Gründen seine Spielerkarriere.

## Karriere als Trainer
Zur Saison 2010/11 übernahm er den Trainerposten bei der Frauenfußballabteilung des FC Bayern München.
In seiner ersten Trainersaison gewann er mit der Mannschaft 2011 den Bundesliga-Cup und führte sie auf den fünften Tabellenplatz, in der Folgesaison auf den sechsten. Nach zwei vierten Plätzen 2013 und 2014, stets hinter den Meisterschaftsfavoriten VfL Wolfsburg, 1. FFC Frankfurt und 1. FFC Turbine Potsdam, gewann er mit einer neu zusammengestellten Mannschaft mit Spielerinnen aus zehn Nationen am 10. Mai 2015 (22. Spieltag) ungeschlagen die zweite Meisterschaft nach 39 Jahren. Mit dem neuen Bundesligarekord von 40 Spielen ohne Niederlage hintereinander konnte er folglich auch frühzeitig die zweite Meisterschaft mit dem FC Bayern München feiern. Am 10. Oktober 2018 verkündete der FC Bayern, den im Juni 2019 auslaufenden Vertrag mit Wörle nicht zu verlängern.
Am 28. Juni 2021 unterschrieb er einen bis zum 30. Juni 2023 datierten Vertrag als Cheftrainer beim Regionalligisten SSV Ulm 1846. Mit den „Spatzen“ zog er ins Endspiel um den WFV-Pokal 2021/22 ein, das gegen die eine Liga tiefer spielenden Stuttgarter Kickers in deren Heimatstadion Gazi-Stadion auf der Waldau im Elfmeterschießen verloren ging. Zudem erreichte er mit der Mannschaft hinter der SV Elversberg die Vizemeisterschaft der Regionalliga-Spielzeit 2021/22. Am 20. Mai 2023 schaffte er mit dem SSV Ulm nach 22 Jahren den Aufstieg in die 3. Liga. In der Saison 2023/24 führte er die Mannschaft zum direkten Durchmarsch in die 2. Bundesliga. Im März 2025 trennte sich der Verein von ihm, als man nach dem 25. Spieltag der Saison 2024/25 mit 19 Punkten auf dem vorletzten Platz stand und jeweils vier Punkte Rückstand auf den Relegations- und ersten Nicht-Abstiegsplatz hatte.

## Titel

### Als Spieler
- Meister der Bayernliga und Aufstieg in die Regionalliga Süd: 2004

### Als Trainer
Männer
- Deutscher Drittligameister und Aufstieg in die 2. Bundesliga: 2024 (SSV Ulm 1846)
- Meister der Regionalliga Südwest und Aufstieg in die 3. Liga: 2023 (SSV Ulm 1846)

Frauen
- Deutscher Meister: 2015, 2016 (FC Bayern München)
- Deutscher Pokalsieger: 2012 (FC Bayern München)

## Sonstiges
Wörles ältere Schwester Tanja Wörle (* 1980) spielte für den Bundesligisten FC Bayern München Fußball. Trainiert wurde die Mannschaft bis zur Saison 2010/11 von Günther Wörle, dem Vater von Tanja und Thomas Wörle. Bei der Wahl zum besten Frauen-Fußballtrainer (FIFA World Coach Women’s Football 2015) erreichte er nach drei Nationaltrainern als bester Vereinstrainer den 4. Platz.
Wörle studierte parallel zur Fußballkarriere Betriebswirtschaft an der Universität in Augsburg, das Studium brach er nach dem Vordiplom ab.